# أليكس غريغوري
أليكس غريغوري (بالإنجليزية: Alex Gregory)‏ (27 يونيو 1995 - ) هو لاعب كريكت أسترالي. لعب مع فريق جنوب أستراليا للكريكت ‏.

## وصلات خارجية
- أليكس غريغوري على موقع إي آس بي آن كريك إنفو (الإنجليزية)